# Sent Pardós lo Nòu
Sent Pardos lo Nòu (en francès Saint-Pardoux-le-Neuf) és un municipi francès situat al departament de la Corresa i a la regió de la Nova Aquitània.

## Demografia
| 1962                                       | 1968 | 1975 | 1982 | 1990 | 1999 | 2007 |
| ------------------------------------------ | ---- | ---- | ---- | ---- | ---- | ---- |
| 109                                        | 113  | 90   | 78   | 88   | 88   | 66   |
| Des de 1962: població sense dobles comptes |      |      |      |      |      |      |

## Administració
| Període   | Identitat      | Partit |
| --------- | -------------- | ------ |
| 2001-2008 | Lucien Lecourt |        |
| 2008-     | Michel Bourzat |        |